# Francisco Diez-Canseco Corbacho
Francisco Diez Canseco Corbacho (Arequipa, 21 de marzo de 1821 - Lima, 5 de octubre de 1884) fue un político y militar peruano que ocupó provisionalmente la presidencia del Perú en dos ocasiones: en enero de 1868 y en julio de 1872.

## Biografía
Fue hijo de Manuel José Diez Canseco Nieto y María Mercedes Corbacho Abril de Diez Canseco, pertenecientes a la alta sociedad arequipeña de origen español. Hermano de los generales Pedro Diez Canseco Corbacho y Manuel Diez Canseco Corbacho y de Francisca Diez Canseco Corbacho, esposa del presidente Ramón Castilla.
En 1835 ingresó al ejército como cadete y pasó a ser ayudante del general Ramón Castilla, quien lo ascendió a subteniente. Acompañó a Castilla en su viaje a Lima, cuando este fue al encuentro del general Felipe Salaverry, y luego lo siguió en su huida a Chile, tras el establecimiento de la Confederación Perú-Boliviana.
Formó parte del grupo de desterrados peruanos en Chile. Integró el Batallón de Cazadores, y en la batalla de Cerro Barón (1837) contribuyó a derrotar a los amotinados que asesinaron al ministro chileno Diego Portales. Se alistó en las expediciones restauradoras y luchó en las batallas de la Portada de Guías (1838) y Yungay (1839).
Sirvió al gobierno restaurador encabezado por el general Agustín Gamarra. Fue ascendido a teniente y destinado a la guarnición del departamento de Puno. Bajo las órdenes de Castilla, luchó contra la revolución regeneracionista de Manuel Ignacio de Vivanco. Luego participó en la guerra contra Bolivia. Durante la batalla de Ingavi fue ascendido a capitán por el presidente Gamarra, a quien luego asistió durante su agonía (1841). Fue tomado prisionero y confinado en Santa Cruz de la Sierra, hasta la firma de la paz con Bolivia, en 1842.
Regresó al Perú y sirvió al gobierno del general Juan Crisóstomo Torrico hasta su derrota en la batalla de Agua Santa, el 17 de octubre de 1842. Se puso entonces al servicio del gobierno del general Juan Francisco de Vidal, quien lo ascendió a sargento mayor en 1843. Luego se sumó a la revolución constitucional encabezada por los generales Domingo Nieto y Ramón Castilla. Luchó en el combate librado sobre el río Pampas y en la batalla de Carmen Alto, el 22 de julio de 1844, que coronó la victoria de los constitucionales.
Ya en el primer gobierno de Ramón Castilla, fue ascendido a teniente coronel graduado (1845) y luego efectivo (1847). Enviado a Tacna, se encargó de someter la rebelión atizada por el general José Félix Iguaín, quien, en entendimiento con el presidente boliviano José Ballivián, quería separar el sur peruano para confederarlo con Bolivia. Luego, se estacionó en Puno, a fin de neutralizar los intentos bolivianos de atacar nuevamente al Perú (1848).
Ascendido a coronel en 1851, pasó a ser edecán del presidente José Rufino Echenique, pero se unió a la revolución que Castilla encabezó en Arequipa, participando a lo largo de la campaña que concluyó con el triunfo revolucionario en la batalla de La Palma, el 5 de enero de 1855, que puso fin al gobierno de Echenique.
Nombrado jefe de la plaza militar de Lima bajo el segundo gobierno de Ramón Castilla, se encargó de mantener el orden mientras que la escuadra naval, que se había plegado a la revolución vivanquista de 1856, incursionaba en la costa. Fue también nombrado gobernador de las islas Chincha, cargo que ejerció de 1857 a 1861. Estas islas contaban con ricos yacimientos de guano, que era entonces la fuente principal de recursos del Estado, y de allí su importancia.
Nombrado prefecto del Callao en 1861, al año siguiente pasó a formar parte del cuerpo de edecanes del presidente Miguel de San Román, cuyo gobierno apenas duró cinco meses. Durante el breve interinato de su hermano, el general Pedro Diez Canseco, fue nombrado prefecto de Lima (abril de 1863), cargo en el que se mantuvo por petición del presidente Juan Antonio Pezet.
En 1865 fue ascendido a general de brigada y se encargó del mando en la capital cuando el presidente Pezet tuvo que ausentarse para enfrentar el avance de la revolución acaudillada en el sur por Mariano Ignacio Prado y Pedro Diez Canseco. Defendió tenazmente el Palacio de Gobierno, que cayó después de un violento combate de seis horas.
Las circunstancias habían hecho que se enfrentara a su propio hermano Pedro, quien se mostró inflexible, siendo apresado y retirado del servicio. Pero luego vino el gobierno dictatorial de Mariano Ignacio Prado, quien, tras la guerra victoriosa contra España, quiso permanecer en el poder (1867). Esta vez, Francisco se puso a órdenes de su hermano Pedro, quien encabezó desde Arequipa la rebelión en defensa de la Constitución, mientras que él conspiraba en Lima. Recibió de su hermano el nombramiento de jefe político y militar de los departamentos del centro, y tuvo un papel importante en la caída de Prado, al tomar el Callao y luego Lima, el 8 de enero de 1868.
Tras la renuncia de Prado como presidente, Francisco se encargó momentáneamente del Poder Ejecutivo, durante catorce días. Luego entregó el mando a su hermano Pedro, a quien le correspondía legalmente por ser el segundo vicepresidente constitucional, según las elecciones de 1862, consideradas las últimas legítimas.
Posteriormente, fue elegido segundo vicepresidente de la República del gobierno encabezado por José Balta (1868-1872), y en tal calidad, asumió el mando supremo en dos breves oportunidades:
- Por enfermedad del presidente Balta, de 27 a 28 de junio de 1871.[1]
- Por el asesinato de Balta y el linchamiento del coronel Tomás Gutiérrez, el 26 de julio de 1872, mientras se tomaba la decisión sobre quién asumiría el gobierno.[9]

Cumpliendo con la Constitución de 1860, entregó el mando al primer vicepresidente, general Mariano Herencia Zevallos, el 27 de julio de 1872, a fin de que este concluyera el período presidencial del coronel Balta, que culminaba el 2 de agosto del mismo año. Y en ese  breve periodo de siete días, fue ministro de Guerra y Marina.
Retirado a la vida privada, solicitó volver al servicio durante la guerra con Chile, y disciplinó algunas unidades de la reserva. Durante la breve administración de Francisco García Calderón, en 1881, fue nuevamente ministro de Guerra.